# 올라 스벤손
올라 스벤손(스웨덴어: Ola Svensson, 1986년 2월 23일 ~ )은 스웨덴의 가수이다.